# Ferdinand von Rohr (général, 1782)
Pour les articles homonymes, voir Rohr.
Ne doit pas être confondu avec Ferdinand von Rohr (général, 1805).
Wilhelm Eugen Ludwig Ferdinand von Rohr (né le 17 mai 1783 à Brandebourg-sur-la-Havel et mort le 15 mars 1851 à Glogau) est un général d'infanterie prussien et ministre de la Guerre.

## Biographie

### Origine
Ferdinand est le fils du major prussien Ferdinand Johann Ernst Adolf von Rohr (1752–1819) et son épouse Charlotte Agnes Friederike, née Brandt von Lindau (1763–1832) de la branche de Schmerwitz. Les parents divorcent ensuite.

### Carrière militaire
Rohr est d'abord page auprès du duc Charles-Guillaume-Ferdinand de Brunswick-Wolfenbüttel. À la mi-août 1797, il est engagé dans son 21e régiment d'infanterie et est promu sous-lieutenant en septembre 1798. Pendant la guerre de la Quatrième Coalition il participa à la bataille d'Iéna et à la défense de Dantzig en 1806/07.
Rohr participe à la campagne contre la Russie en 1812 en tant que capitaine de l'état-major du général von Yorck. Rohr reste l'un des plus proches associés de Yorck après que la paix est conclue avec la Russie et que l'armée prussienne se retourne contre la France. Dans les guerres contre Napoléon, Rohr participe surtout aux fortifications de Halle, la bataille de Lützen et la bataille de Bautzen. Lors de la retraite de la bataille de Bautzen, Rohr reçoit une balle dans la poitrine et ne peut plus participer à la guerre.
Rohr reste cependant au service militaire. Le 6 juin 1813, Rohr est promu au grade de major. Il prend la direction du département de l'habillement au sein du département d'économie militaire du ministère de la Guerre. Rohr n'est pas satisfait de cette position et préfère retourner dans les troupes combattantes.
Ce n'est qu'en 1823 qu'il est nommé commandant du 6e régiment de grenadiers. Après dix ans au service de l'état-major, il est difficile de reprendre pied dans le service des troupes. C'est pourquoi il fait d'abord son service pendant quatre mois au 1er régiment de grenadiers de la Garde à Berlin afin de se rapprocher à nouveau de l'armée. Le 1er avril, il prend un commandement auprès des troupes stationnées à Glogau. C'est là qu'il développe son concept et le type de formation Rohr qui porte son nom (voir ci-dessous). Après avoir été affecté au commandement de la 8e brigade de Landwehr, Rohr est nommé commandant de la 9e brigade de Landwehr le 30 mars 1830, avec sa promotion au grade de major général. C'est en cette même qualité qu'il est affecté à la 9e brigade d'infanterie du 30 mars 1836 au 17 août 1837.
De 1837 à 1839, il est directeur du département d'économie militaire au ministère de la Guerre. Il reçoit ensuite le commandement de la 11e division d'infanterie à Breslau. En 1847, Rohr se rend compte qu'il n'a plus assez de force pour le travail militaire et demande à pouvoir prendre sa retraite. Sa sortie de l'armée ne doit cependant pas se faire attendre, car Rohr est nommé ministre de la Guerre le 7 octobre. La période en tant que ministre est courte et pleine de rebondissements. À la révolution de mars 1848 s'ajoute une hémorragie qui le cloue au lit. Il a une attitude si hostile au retrait des troupes de Berlin le 19 mars 1848 qu'il demande sa démission en même temps que le ministre-président prussien von Arnim. Celle-ci lui est accordée le 2 avril. Après son départ, il reçoit le 25 décembre 1848 le caractère de général d'infanterie.
Rohr devient député de la première chambre du parlement de l'État prussien en 1851, mais doit rapidement démissionner à la suite d'une attaque cérébrale. Il décède peu de temps après.

### Famille
Rohr se marie le 4 octobre 1842 avec Auguste comtesse von Rittberg (de) (1824-1906). Elle est la fille aînée du président du tribunal régional supérieur, Ludwig von Rittberg (de).

## Type de formation Rohr
L'approche de Rohr est nouvelle pour l'armée prussienne. La méthode de formation de Rohr, qui porte son nom, met l'accent sur l'éducation et la compréhension plutôt que sur le dressage mécanique des soldats, comme c'est le cas auparavant. Il écrit lui-même qu'il veut "utiliser toutes les forces des recrues, mentales et physiques, et les développer autant que possible, tout en évitant la fatigue et sans provoquer de relâchement ». Ce type de formation est toutefois difficile à mettre en place et doit s'imposer face aux forces conservatrices. Le 29 avril 1841, Frédéric-Guillaume IV donne un coup de pouce à cette méthode en introduisant officiellement cette forme de formation. Six mois plus tard, le roi fait cependant marche arrière et fait dépendre l'introduction de la formation des généraux commandants. Malgré les résistances, les principes de Rohr ont pu s'imposer.